# Бурукшун
Бурукшу́н — село в Ипатовском районе (городском округе) Ставропольского края Российской Федерации.

## Название
Точное значение названия населённого пункта неизвестно.
В «Словаре народных географических терминов» «Бурукчун» - это плато с широкими и плоскими западинами. Также, возможно слово заимствовано из тюркского языка, в котором «бурук» - это складка, морщина. В этимологическом словаре тюркских языков похожее слово «Бурунчук» («Вürüncük») - турецкого происхождения и означает «тонкую пряжу, тулуп»; эту версию также нельзя исключать, так как в 80-х годах XIX века здесь насчитывалось 6 тысяч овец.

## Варианты названия
- Бурукшун (Гашун),
- Бурукшунское,
- Бурукшунское (тожъ Гашунъ)[2].
- Старо-Бурукшунское (Гашун)[4]:11

## География
Расстояние до краевого центра: 106 км. Расстояние до районного центра: 36 км.
Климат
Климат - континентальный, засушливый, температура января -5, температура июля + 25. Лето сухое и жаркое. Количество осадков незначительное - 350 мм. Преобладающие восточные ветры летом приносят суховеи и засухи, а зимой - пыльные бури.

## История
Селение Бурукшунское образовано 16 мая 1872 года и причислено к Виноделенской волости. Населено жителями Полтавской и Черниговской губерний России. Одновременно образовалось село Гашун при балке Сухая Падина в урочище Гашун-Сала; здесь обосновались юго-восточные украинцы. Через год-другой они слились в единое село Бурукшун со 180 дворами, 1207 жителями, двумя торговыми заведениями.
В справочнике 1881 года село уже указано в собственной волости.
В 1883 году село ещё числилось в Новогригорьевском уезде как селение Бурукшунское, а по сведениям 1909 года уже состоит в Благодарненском уезде и именуется как Бурукшунское (Гашун).
В 1918 году на Ставрополье начался процесс коллективизации, не получивший достаточного развития из-за гражданской войны. После окончательного установления советской власти в регионе стали создаваться коммуны и артели, организуемые бывшими красноармейцами. В 1921 году в селе Бурукшун была образована артель им. Ленина.
В 1924 году в селе организован исполнительный комитет сельского Совета.
В 1925 году в Бурукшунский сельсовет входили: с. Бурукшун, пос. Ипатовский, х. Московский.
В 1964 году в село провели газ. Считается, что Бурукшун был первым газифицированным селом СССР.
В 1991 году он был преобразован в Бурукшунский сельский Совет, а 1997 году — в администрацию села Бурукшун. В 2005 году, в связи с реформой местного самоуправления, сельская администрация была переименована в администрацию муниципального образования села Бурукшун.
До 1 мая 2017 года село образовывало упразднённое сельское поселение село Бурукшун.

## Население
| 1897  | 1903  | 1908  | 1925  | 1926  | 1989  | 2002  | 2010  | 2012  |
| ----- | ----- | ----- | ----- | ----- | ----- | ----- | ----- | ----- |
| 2339  | ↘2176 | ↗3397 | ↘3309 | ↗3560 | ↘2258 | ↗2396 | ↘2246 | ↘2216 |
| 2013  | 2014  | 2015  | 2016  | 2017  | 2021  | 2023  |       |       |
| ↘2172 | ↘2122 | ↘2114 | ↘2064 | ↘2029 | ↘2019 | ↘1992 |       |       |

Национальный состав
По итогам переписи населения 2010 года проживали следующие национальности (национальности менее 1 %, см. в сноске к строке «Другие»):
| Национальность | Численность | Процент |
| -------------- | ----------- | ------- |
| Русские        | 2132        | 94,92   |
| Азербайджанцы  | 39          | 1,74    |
| Другие         | 75          | 3,34    |
| Итого          | 2246        | 100,00  |

## Инфраструктура
- Социально-культурное объединение
- Краевая туберкулезная больница. Открыта 4 июня 1960 года как Туберкулезный санаторий[27]
- Охотничье хозяйство «Бурукшунские зори»
- Сбербанк, Доп.офис № 1856/08
- СПК «Родина». Открыт 14 октября 2000 года[28]

- С юго-западной стороны села находится общественное открытое кладбище площадью 50 тыс. м²[29].

## Образование
- Детский сад № 20 «Малышок». Открыт в октябре 1969 года[3]
- Средняя общеобразовательная школа № 12. Трёхэтажное здание на 640 мест, в эксплуатации - с 1 апреля 1972 года[3].

## Русская православная церковь
В 1991 году на пожертвования жителей села и за счёт средств СПК «Родина» был построен храм Святителя Николая Чудотворца.

## Люди, связанные с селом
- Алексеенко, Георгий Иванович (1907 — ?) — участник Великой Отечественной войны, старший чабан племенного овцеводческого совхоза «Советское руно». Герой Социалистического Труда (22.10.1949)
- Левда Иван Михайлович (1926) — участник Великой Отечественной войны 1941—1945 гг., кавалер орденов Отечественной войны I степени, Славы IIIстепени, Трудового Красного Знамени[30]
- Рыбалко, Фёдор Петрович (1935—1982) —  старший чабан госплемовцезавода  «Ипатовский», Герой Социалистического Труда.

## Памятники
- Памятник воинам-односельчанам, погибшим в годы Великой Отечественной войны. 1965 год[31]